# Religia w Kongo
Religia w Republice Konga zdominowana jest przez chrześcijaństwo, które wyznaje ponad trzy czwarte populacji. Istnieją zróżnicowane dane na temat odsetka różnych wyznań w Kongu, jednak katolicy i protestanci stanowią największe grupy religijne w kraju. 

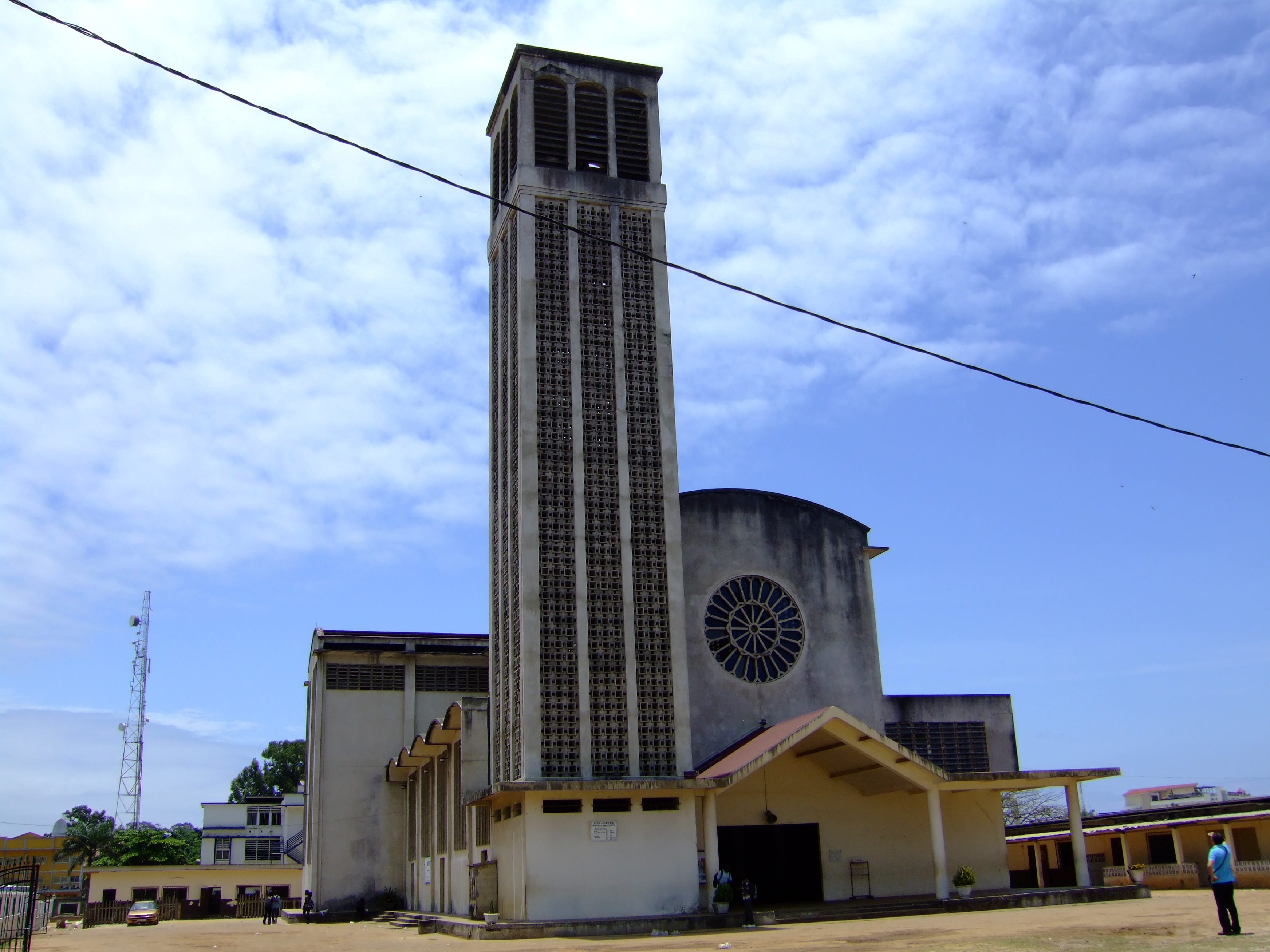
Katolicka katedra w Pointe-Noire

Inne większe społeczności tworzą kościoły afrochrześcijańskie i wyznawcy tradycyjnych religii plemiennych. Największym kościołem afrochrześcijańskim jest Kościół Kimbanguistyczny, a do innych należą Kościół Motsouana i Kościół Boguistyczny. 
Większość małej społeczności muzułmańskiej składa się z obcokrajowców mieszkających w Brazzaville lub Pointe-Noire.
Według postanowień Konstytucji kraju, Kongo jest państwem świeckim, w którym zakazuje się dyskryminacji religijnej i gdzie zapewniona jest wolność wyznania. Zakazane jest używanie religii w celach politycznych. Rząd zapewnia zarówno chrześcijanom, jak i muzułmanom dostęp do obiektów publicznych na specjalne wydarzenia religijne. Na wszystkie organizacje nałożony jest obowiązek rejestracyjny. 

## Statystyki
| Religia              | Pew Research Center, 2010 | Operation World, 2010 | The ARDA, 2015 |
| -------------------- | ------------------------- | --------------------- | -------------- |
| Chrześcijanie        | 85,9%                     | 89,7%                 | 88,5%          |
| Katolicyzm           | 30,1%                     | 61,5%                 | 52,9%          |
| Protestantyzm        | 51,4%                     | 11,3%                 | 27,3%          |
| Inne chrześcijańskie | 4,4%                      | 16,9%                 | 8,3%           |
| Muzułmanie           | 1,2%                      | 1,6%                  | 1,2%           |
| Religie afrykańskie  | 2,8%                      | 5,2%                  | 4,7%           |
| Brak religii         | 9,0%                      | 2,8%                  | 4,4%           |

Lista głównych religii i denominacji, według książki Operation World (2010), kiedy ludność Konga wynosiła 3,76 mln:
| Religie/Kościoły                      | Liczba wiernych | Procent ludności |
| Kościół katolicki                     | 2 311 tys.      | 61,5%            |
| Ewangelicki Kościół Konga (kalwinizm) | 351 325         | 9,3%             |
| Tradycyjne religie plemienne          | 195 451         | 5,2%             |
| Kościół kimbanguistyczny              | 191 tys.        | 5,1%             |
| Zbory Boże                            | 92 tys.         | 2,45%            |
| Islam                                 | 59 387          | 1,58%            |
| Kościół Nowoapostolski                | 58 tys.         | 1,54%            |
| Boguizm                               | 57 tys.         | 1,52%            |
| Charyzmatyczny Kościół Brazzaville    | 39,3 tys.       | 1,05%            |
| Armia Zbawienia                       | 24 950          | 0,66%            |
| Bahaizm                               | 22 552          | 0,6%             |
| Ewangelicki Kościół Konga „Likouala”  | 15,2 tys.       | 0,4%             |
| Kościół Boży (Cleveland)              | 13,8 tys.       | 0,37%            |
| Ewangelicka Wspólnota Chrześcijańska  | 12 tys.         | 0,32%            |
| Świadkowie Jehowy                     | 6,6 tys.        | 0,18%            |
| Prawosławni                           | 0,5 tys.        | 0,01%            |

- W 2022 roku Świadkowie Jehowy zgłaszają 8556 głosicieli w 116 zborach[7].
- Kościół Jezusa Chrystusa Świętych w Dniach Ostatnich twierdzi, że posiada w Kongu 8542 członków w 27 zgromadzeniach[8].